# Усадьба Шилова
Уса́дьба Ши́лова — комплекс кирпичных построек на улице Шилова в Великом Устюге, построенный в 1760-х годах и принадлежавший купцу и землепроходцу Василию Шилову. Яркий памятник елизаветинского барокко, одна из самых примечательных гражданских построек в городе. Комплекс состоит из двухэтажного особняка с мезонином и двух флигелей, расположенных с восточной и западной стороны. Памятник архитектуры, объект культурного наследия России федерального значения. С 1970-х годов в здании размещён детский сад.

## История
Строительство особняка в Великом Устюге было начато сосланным туда в 1753 году лейб-медиком Иоганном Лестоком. В 1762 году он был помилован и уехал из Устюга, а недостроенный особняк купил путешественник, купец и исследователь Василий Шилов, прославившийся нанесением на карту Алеутских островов. В 1772 году дом был нанесён на обмерный план, составленный после пожара в городе, что говорит о том, что к этому моменту особняк был достроен. При этом флигели, бывшие деревянными, пострадали при пожаре, и вскорости на их месте были выстроены каменные здания. После смерти Василия Шилова дом перешёл по наследству к его сыну Ивану, скончавшемуся в январе 1805 года. В 1850-х годах наследники Ивана продали особняк купцу Степану Филипьеву, а тот, в свою очередь, продал его купцу Петру Азову, по имени которого дом также упоминается в некоторых источниках.
В 1918 году усадьба была национализирована и в ней расположилось губернское управление работников водного транспорта. В ноябре 1919 года в здании открылись политехнические курсы, а в ноябре 1920 года — профессионально-техническая школа судоводителей. Стараниями директора Северодвинского техникума водных путей Таргонского в начале 1922 года здание и находившуюся в нём школу передали в подчинение этому учебному заведению. В 1926—1928 годах для увеличения вместимости учебного заведения со стороны двора к особняку была сделана пристройка, добавившая четыре классных комнаты. В 1929 году на площади Коммуны для техникума было построено новое здание, а усадьбу Шилова сделали общежитием.
Во время Великой Отечественной войны с 1941 по 1945 год в здании размещался тыловой госпиталь, после — детский дом. В 1960-х годах в усадьбе снова разместилось общежитие речного техникума, после этого особняк временно занимало хирургическое отделение городской больницы. В 1970-х годах здание прошло капитальный ремонт, после чего в нём разместился детский сад.
20 февраля 1995 года указом Президента Российской Федерации Бориса Ельцина комплекс построек усадьбы был признан памятником архитектуры и поставлен под государственную охрану как объект культурного наследия России федерального значения.

## Описание
Усадьба расположена в Великом Устюге, на южной стороне улицы Шилова и имеет номера 6 (западный флигель), 8 (главный дом) и 10 (восточный флигель) по этой улице. Композиционно усадьба расположена вдоль улицы и симметрична относительно главного дома, по бокам от которого на некотором удалении стоят флигели. Общая длина участка вдоль улицы — 88 м. Во флигелях, согласно описи 1805 года, располагались каретники, кладовые, погреба, поварня и домовая церковь; на задней стороне участка находились также конюшни, сараи и две бани, до наших дней не сохранившиеся. На всей территории участка были разбиты сад и огород. По границе участка со стороны улицы между главным домом и флигелями была покрытая железом каменная ограда с воротами по центру каждого из отрезков между главным домом и флигелями, также не дошедшие до наших дней.

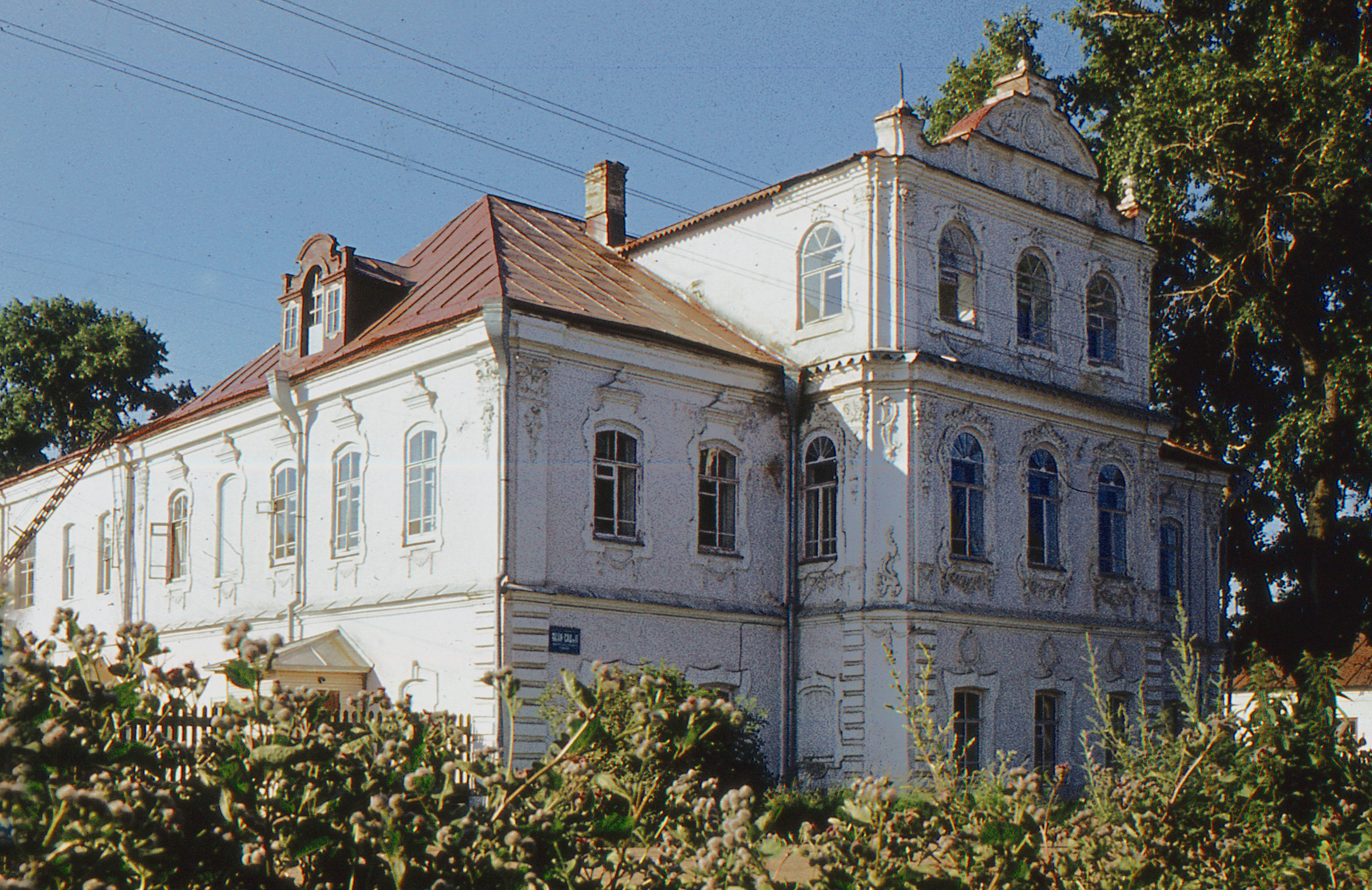
Главный дом усадьбы (фотография 1980 года)
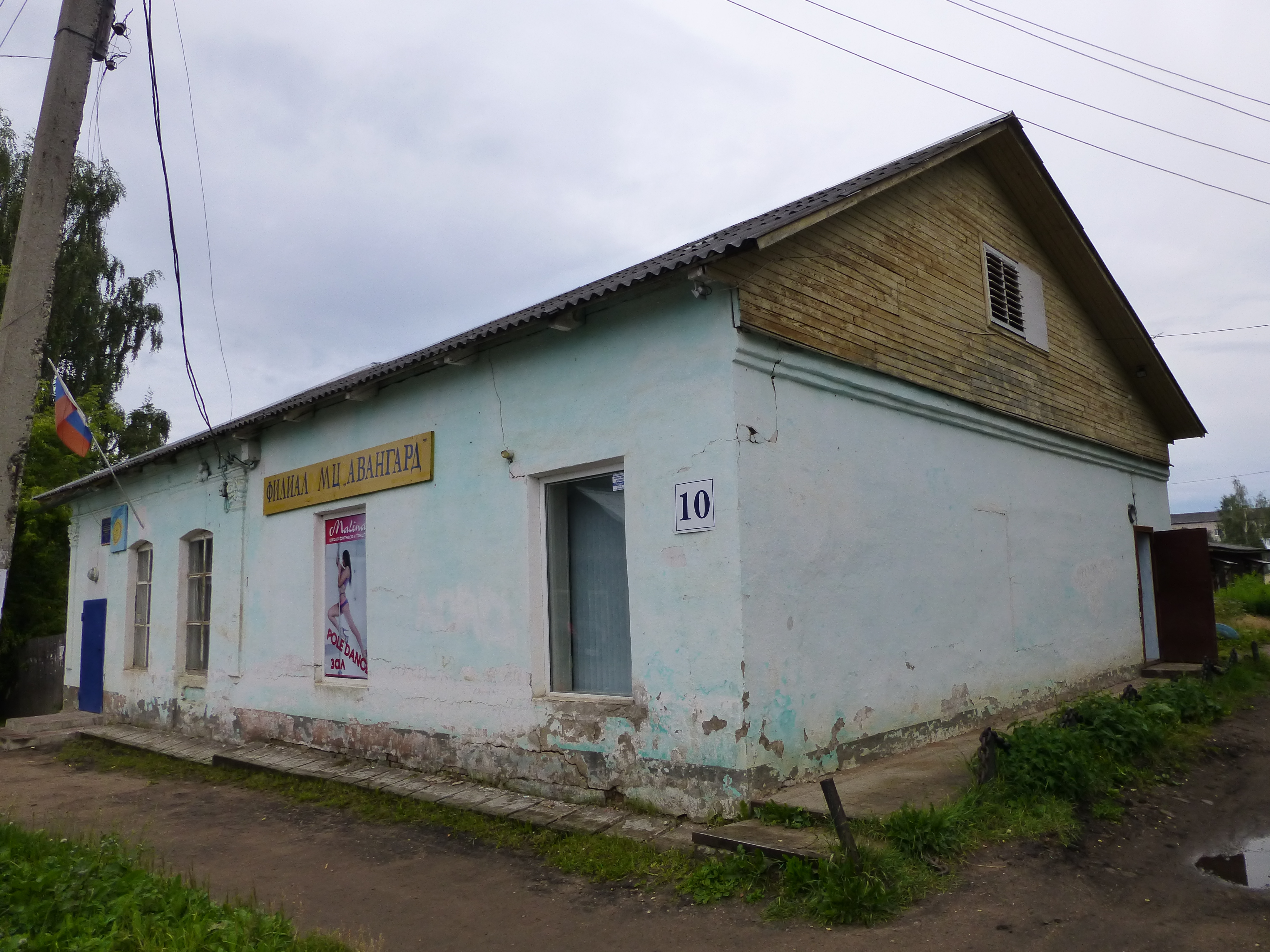
Восточный флигель, в правой части видна более поздняя пристройка
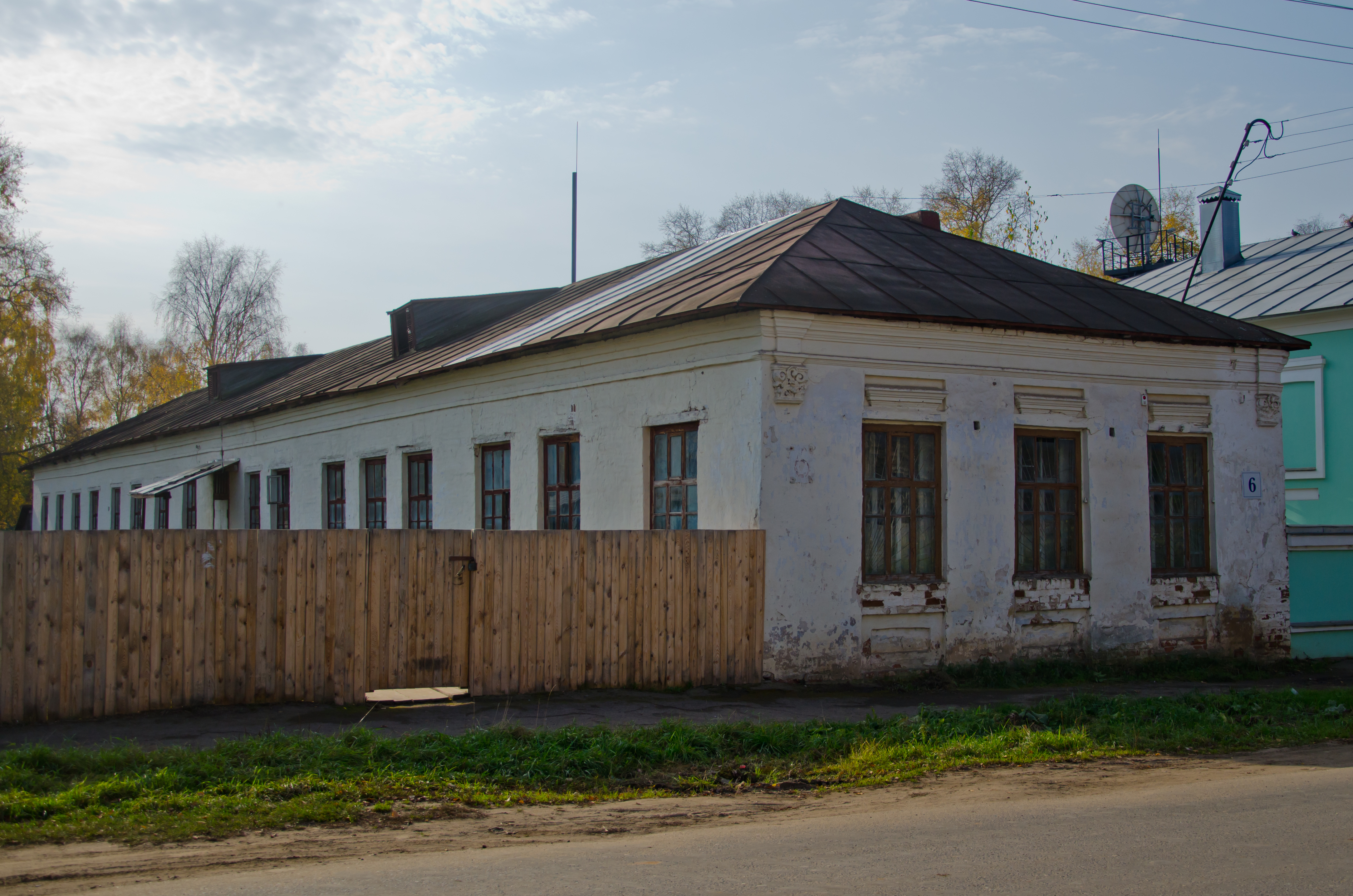
Западный флигель

Основу плана главного дома составляет двухэтажный, прямоугольный в плане объём, подчёркнутый на фасаде ризалитом с закруглёнными углами, что подкрепляет осевое построение всего здания. В верхней части ризалита устроен мезонин, завершённый вычурным треугольным фронтоном, украшенным вазами на постаментах и фигурным гербом в центре, сделанным в виде картуша. Четырёхскатная, покрытая железом кровля на деревянных стропилах с чердачными окнами в боковых скатах вкупе с мезонином создают по-барочному сложное завершение композиции. Фасад здания шириной в семь окон выявляет его внутреннюю структуру: объём поэтажно расчленён горизонтальными карнизами, при этом второй этаж украшен богаче, чем первый этаж и мезонин, что подчёркивает его парадное назначение. Окна на разных этажах имеют разную форму и размеры, а также по-разному оформлены: наиболее ярко украшены окна второго, парадного этажа. Композиция фасада построена на основе классического ордера, выраженного в размещении на углах объёмов пилястр, которые на нижнем этаже имеют форму простых рустованных накладок, а на верхних этажах обогащены сложными капителями, раскреповками и гирляндами. Окна украшены разнообразными наличниками со сложными скульптурными деталями. Согласно изначальному замыслу, детали убранства были покрашены в белый цвет, что дополнительно выделяло их на изумрудно-зелёном фоне.
Планировка помещений симметричная, с анфиладно соединёнными комнатами, расположенными вокруг центральных сеней-вестибюля. Нижний этаж дома, перекрытый сводчатыми потолками и имеющий меньшую высоту, чем второй, был отведён под служебные помещения, что роднит его с подклетами усадеб допетровской эпохи. На нижнем этаже, кроме сеней, имелись две тёплых жилых комнаты и три кладовые, на втором, имевшем парадную функцию — вокруг сеней, имевших выход на крыльцо, располагались 7 тёплых жилых комнат, в мезонине имелась одна тёплая жилая комната и два чулана. Комната второго этажа, расположенная в ризалите, выполняла функции парадного зала и богато декорирована. Также в помещениях второго этажа сохранились две изразцовые печи: на одной, выполненной в зелёно-коричневой цветовой гамме, изображены различные сценки с назидательными надписями, разделённые изображениями букетов в вазонах; на другой рисунки, выполненные в жёлто-зелёно-коричневых тонах, заключены в гербовые обрамления, увенчанные гербами. Тонкие поясовые изразцы этих печей изображают сидящих и скачущих зайцев, а также клюющих и поющих птиц в обрамлении из зелени. Углы печей оформлены полуколоннами, центральные части — волютами и картушами. В некоторых помещениях сохранились тянутые карнизы, в парадном зале дополненные рядом дентикул, местами присутствуют потолочные розетки звёздчатой и иных форм.

## Оценки и влияние
По мнению российской исследовательницы Василисы Шильниковской, главный дом усадьбы Шилова — наиболее совершенный и характерный пример устюжского двухэтажного дома с мезонином и, в то же время, один из ярчайших образцов елизаветинского барокко в регионе; подобных построек в Великом Устюге более не сохранилось. В то же время в городе имеются несколько зданий, архитекторы которых явно ориентировались на усадьбу, как на образец: например, таковым является дом Наледина.